# Sobrán (Villagarcía de Arosa)
Sobrán (oficialmente San Martín de Sobrán) es una parroquia española del municipio de Villagarcía de Arosa, perteneciente a la Provincia de Pontevedra, en la comunidad autónoma de Galicia.
Forma parte de la villa de Villajuan al igual que la parroquia de Sobradelo, la cual cuenta con mayor población que Sobrán.

## Historia
La parroquia, al igual que su villa, fue fundada por Juan Mariño de Sotomayor en el año 1490, cuyos restos permanecen en el interior de la iglesia parroquial de San Martín de Sobrán, templo de origen románico, situado en Villajuan. Su construcción data del siglo XII, y es uno de los principales atractivos turísticos de la localidad.
Cuenta con una gran cantidad de pazos y restos románicos.

## Lugares
Según el IGE, los lugares de la parroquia de Sobrán son:
- Aralde
- Canto
- Eiviño
- Faxilde
- Galáns
- A Lagoa
- Maceiras
- Pedramogueira
- O Piñeiro
- Praga
- Renza
- Roilois
- San Antonio e Combe
- Santa Mariña
- Villajuan